# Bouldercombe
Bouldercombe – miasto w Australii, w stanie Queensland.